# Alföldi Kéktúra
Der Alföldi Kéktúra (Blaue Tour „Ungarische Tiefebene“), abgekürzt AK, ist ein ungarischer Fernwanderweg.

## Geschichte

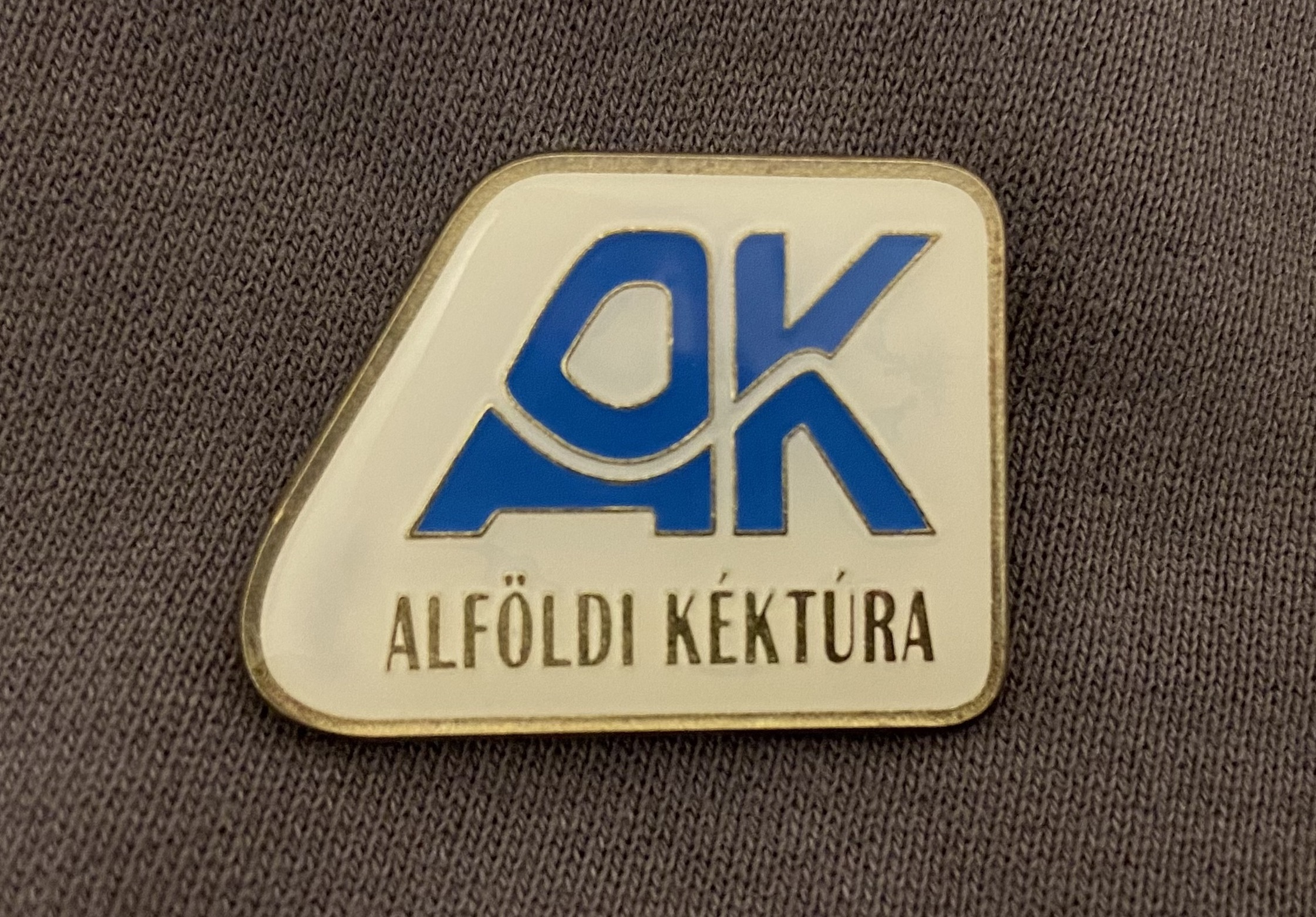
Abzeichen für Komplett-Begeher des AK

Er wurde 1996 eröffnet und führt über 848 km von Szekszárd bis nach Sátoraljaújhely. Bis 2018 haben nachweislich rund 800 Wanderer den Weg in seiner Gesamtlänge begangen.
Der Alföldi Kéktúra ergänzt (gemeinsam mit dem Rockenbauer Pál Dél-dunántúli Kéktúra) den bereits vorher existierenden Fernwanderweg Országos Kéktúra zu einer Rundtour durch ganz Ungarn. Ein nördlicher Teil des Alföldi Kéktúra ist in die europäischen Fernwanderwege E3 und E4 integriert, ein südwestlicher Teil in den E7.